# 坂下たけとも
坂下たけとも（さかした たけとも、1968年3月8日 - ）は、日本のギタリスト。北海道稚内市出身。

## 来歴
1990年代始めにギタリスト・音楽プロデューサーの土方隆行に師事しローディーを6年間務める。
土方がサウンド・プロデュースするDragon Ashや黒夢のサポート・メンバーとして活動する傍ら、レコーディング・セッションで出会ったドラマー・音楽プロデューサーの平出悟と意気投合しバンドTRANSを結成。
1999年、黒夢の清春が率いるSADSに結成メンバーとして参加し2003年の活動休止まで活動。
Towerなどを経て、2004年にZIGGYのボーカルである森重樹一に誘われ、The DUST'N'BONEZに加入。
2011年に森重が脱退し活動休止、その後ベースの戸城憲夫のBAD SiX BABiESに参加。
2014年に14年ぶりに活動再開したひぐちしょうことゴンガーシホのバンドMUCH-YOのサポートギターとしても活動。
2015年6月21日、坂下丈朋(G)、伊丹谷良介(Vo)、満園英二(Dr)、michiaki(Ba、Ra:IN)でライブを行い満園英二と5年ぶりの再会を果たす。
同年8月にTHE SLUT BANKSに参代目ACE DRIVERとして加入。
2019年にはボーカルに首振りDollsのnaoを迎えてThe DUST'N'BONEZが活動再開。
2024年6月からはシシド・カフカ率いるBONE DAWNに参加。2025年2月14日に脱退。
2024年6月29,30日、清春のデビュー30周年記念ツアー「debut 30th anniversary year TOUR 天使ノ詩 『NEVER END EXTRA』」にてZepp HANEDAで行われた『SADS 1999-2003 「SAD ASIAN DEAD STAR」』に20年ぶりにSADSに参加。
また、2025年2月9日に同記念ツアーのラストに東京ガーデンシアターで行われた黒夢10年振りの復活ライブ『CORKSCREW A GO GO! SAINT MX XXXX XXXX』に98年のツアー以来、27年ぶりにサポートギターで参加。

2月11日にぴあアリーナMMで行われた追加公演にも参加し、以降もフェスやツアーにも引き続きサポートギターで参加している。

## 人物
メインギターはギブソン・ES-335系。黒夢時代やSADSの初期など一時期はレスポールタイプのギターを使っていた事もあるが、ES-335に落ち着いた。また、アンプはマーシャルを使用する。レコーディングではMESA BOOGIEを使用する場合もある。
KISSを敬愛する。日本公演の際には会場に足を運び、キッスのTシャツを着た写真が雑誌等に掲載された事もある。SADSでは公演の合間に坂下本人のギターボーカルで"DEUCE"や"Parasite"のカヴァーを披露していた。
外見上のスタイルはBackyard Babiesで活躍するギタリストのドレゲンをモチーフにしている。特に、2003年頃のSADSでの姿はそれが如実に表れている。

## エピソード
- 黒夢のオーディションを受ける際、その日にあった別の予定をすっぽかして参加した。
- 2002年のSADSツアー｢BEAUTIFUL DAYS｣東北公演で、曲の終わりで全員が揃わなかったことに腹を立てた清春に、ギターアンプをボーンと蹴り飛ばされた。が、これは坂下への怒りではなく他メンバーのミスによるもの。

## バンド歴
- TRANS
- 黒夢
- Dragon Ash
- SADS
- Tower
- The DUST'N'BONEZ
- BAD SiX BABiES
- MUCH-YO
- THE SLUT BANKS
- BONE DAWN